# Баргова, Тамара Сергеевна
Тамара Сергеевна Баргова (род. 13 августа 1955, Андреевка, Большеигнатовский район, Мордовская АССР) — эрзянская писательница. Заслуженный работник культуры Республики Мордовия, дважды награждена Государственной премией РМ.

## Биография
Родилась 13 августа 1955 года в селе Андреевка Большеигнатовского района Мордовской АССР.
По профессии является журналистом. Обучалась на факультете журналистики Уральского государственного университета им. М. Горького. Окончила его в 1972 году. Долгое время работала в сфере печати и в издательстве книг. Писала художественные и художественно-публицистические книги, книги краеведческой сферы. Часто печатается в республиканской и российской прессе и выступает на радио и телевидении. Перу Барговой принадлежат очерки про известных представителей мордовского народа. Написала ряд книг для детей. Книга «Здравствуй, Мордовия!» дважды переиздавалась. Книгу «Я, ты, вместе — мы!» (на трёх языках) издала администрация Рузаевского района в качестве подарка к VI съезду мордовского народа.
В 1977 — 1978 годах была заведующей отделом в редакции Большеигнатовской районной газеты «Восход». С 1978 года по 1991 год была корреспондентом и заведующей отдела редакции газеты «Эрзянь правда». В марте — ноябре 1991 года работала ведущим специалистом Совета Министров Республики Мордовия. Со второй половины ноября 1991 года по июль 2007 года — редактор, главный редактор и заведующая редакцией художественной литературы Мордовского книжного издательства. С 10 октября 2007 года и по 1 сентября 2010 года — ответственный секретарь журнала «Сятко».